# Porto de Beirute

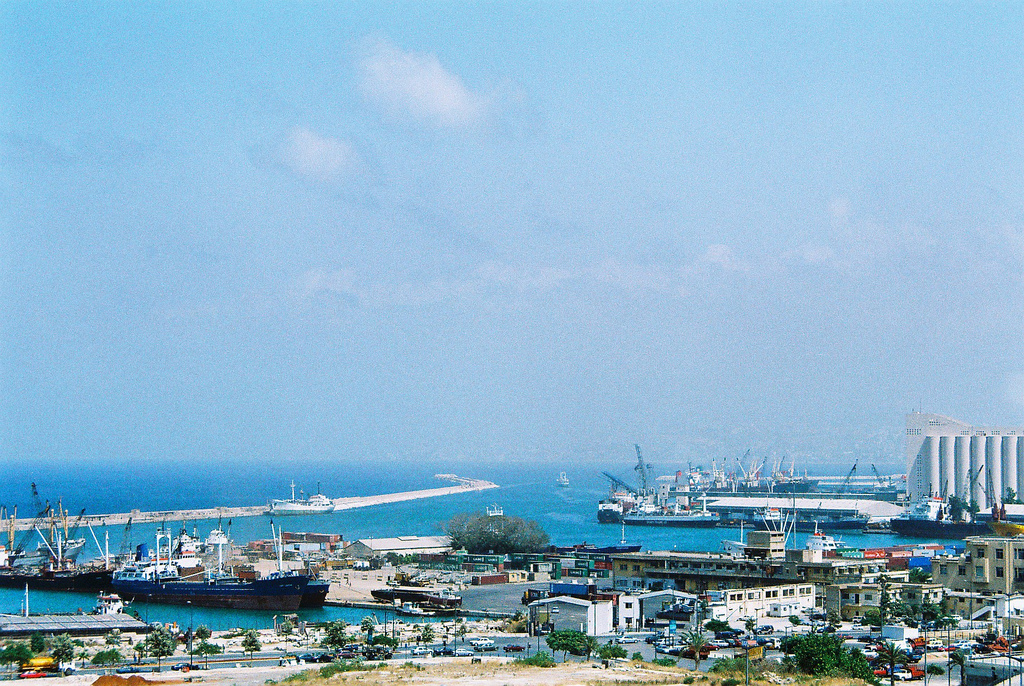
Porto de Beirute em 2003

O Porto de Beirute (em árabe: مرفأ بيروت) é o principal porto do Líbano, na parte oriental da Baía de São Jorge, na costa norte do Mediterrâneo de Beirute, a oeste do rio Beirute. É um dos maiores e mais movimentados portos do Mediterrâneo Oriental.
Em 4 de agosto de 2020, uma grande explosão, causada por nitrato de amônio armazenado incorretamente, ocorreu no porto, matando pelo menos 218 pessoas, ferindo mais de 7 000 e deixando outras 300 000 desabrigadas. Grandes seções do porto e sua infraestrutura foram destruídas incluindo a maioria das reservas de grãos de Beirute e bilhões de dólares em danos foram infligidos em toda a cidade. O porto de Beirute foi forçado a fechar, devido aos danos em grande escala causados pelas explosões, com a carga sendo redirecionada para portos menores, como Trípoli e Tiro. Antes do desastre, cerca de 60% das importações do Líbano passavam pelo porto, de acordo com uma estimativa da S&P Global.
Em 14 de abril de 2022, o governo libanês ordenou a demolição dos silos de grãos de Beirute, que correm o risco de desabar após a explosão do porto de 2020. Em 31 de julho e 4 de agosto de 2022, exatamente 2 anos após a explosão, as partes norte dos silos de grãos existentes caíram.

## Gestão
O porto foi apelidado de "Caverna de Ali Baba e os 40 Ladrões" devido a relatos de corrupção de longa data, incluindo evasão de taxas alfandegárias no porto devido a esquemas de suborno e subvalorização das importações. No início da década de 2010, o ministro de Obras Públicas e Transportes, Ghazi Aridi, estimou que a evasão fiscal no porto totalizava mais de US $ 1,5 bilhão por ano. O porto também ganha esse apelido por seu abandono de carga e tripulação. Após explosões maciças em 2020, em um aparente acidente industrial, Faysal Itani, analista político e vice-diretor do Centro de Política Global da Universidade de Georgetown, escreveu que o Porto, como outros aspectos da sociedade libanesa, sofria de "cultura generalizada de negligência, corrupção mesquinha e transferência de culpa".

## História
Em 1887, durante o domínio otomano, o porto foi concedido a uma empresa francesa, a Compagnie du Port, des Quais et des Entrepôts de Beyrouth (Companhia do Porto, Cais e Armazéns de Beirute).  A administração otomana concedeu mais concessões e autonomia à empresa, na gestão do porto de Beirute, pois se tornou um importante porto no Líbano. Em 1920, o Líbano ficou sob administração francesa, sob o Mandato para a Síria e o Líbano, atuando como Grande Líbano. sso proporcionou ao porto acesso ao financiamento e comércio franceses. O Porto de Beirute continuaria a ser operado pela mesma empresa francesa, que renomeou a Gestion et Exploitation du Port de Beyrouth em 1960.
Grande parte do porto foi danificada durante a Guerra Civil Libanesa, e várias partes do porto estavam sob o controle de várias milícias armadas.  Em 1976, todos os navios no porto pararam por nove meses devido a confrontos com milícias.  Um artigo de 1977 no Middle East Economic Digest relatou que "nenhum armazém ou equipamento estava intacto" quando o porto foi oficialmente reaberto em 15 de dezembro de 1976. As Forças Libanesas, uma milícia cristã, assumiram o controle do porto em meados de 1986; a milícia se retirou em 1989 em meio a um avanço das forças do Exército libanês sob o comando do general Michel Aoun. Em 1991, as forças libanesas que controlavam um píer no porto de Beirute foram expulsas pelas forças do Exército libanês sob o comando de Emile Lahoud; a apreensão foi parte de esforços mais amplos do presidente Elias Hrawi para consolidar o poder na área de Beirute e coincidiu com a expulsão do xiita Amal do porto de Ouzai e do Partido Socialista Progressista predominantemente druso do porto de Khalde.
Após a guerra, o porto marítimo e a área circundante foram reconstruídos e novamente se tornaram um importante porto marítimo.  O porto é operado e administrado pela Gestion et Exploitation du Port de Beyrouth (GEPB) ("Autoridade Portuária de Beirute"). Em 1990, o Porto de Beirute passou a ser propriedade direta do Governo do Líbano, após a expiração do alvará da empresa, e continua a ser operado pela GEPB.

### Terminal de
Desde dezembro de 2004, as operações do terminal de contêineres são subcontratadas para o Consórcio de Terminais de Contêineres de Beirute (BCTC). O cais do terminal foi ampliado para 1100 m e possui 16 guindastes de pórtico navio-terra pós-panamax e extensos equipamentos de manuseio de contêineres em terra. Além de exportações e importações, o terminal lida com transbordos significativos de contêineres. O tráfego cresceu de 945.143 TEUs em 2008 para 1.229.081 em 2019.